# Förteckning över federala polismyndigheter i USA

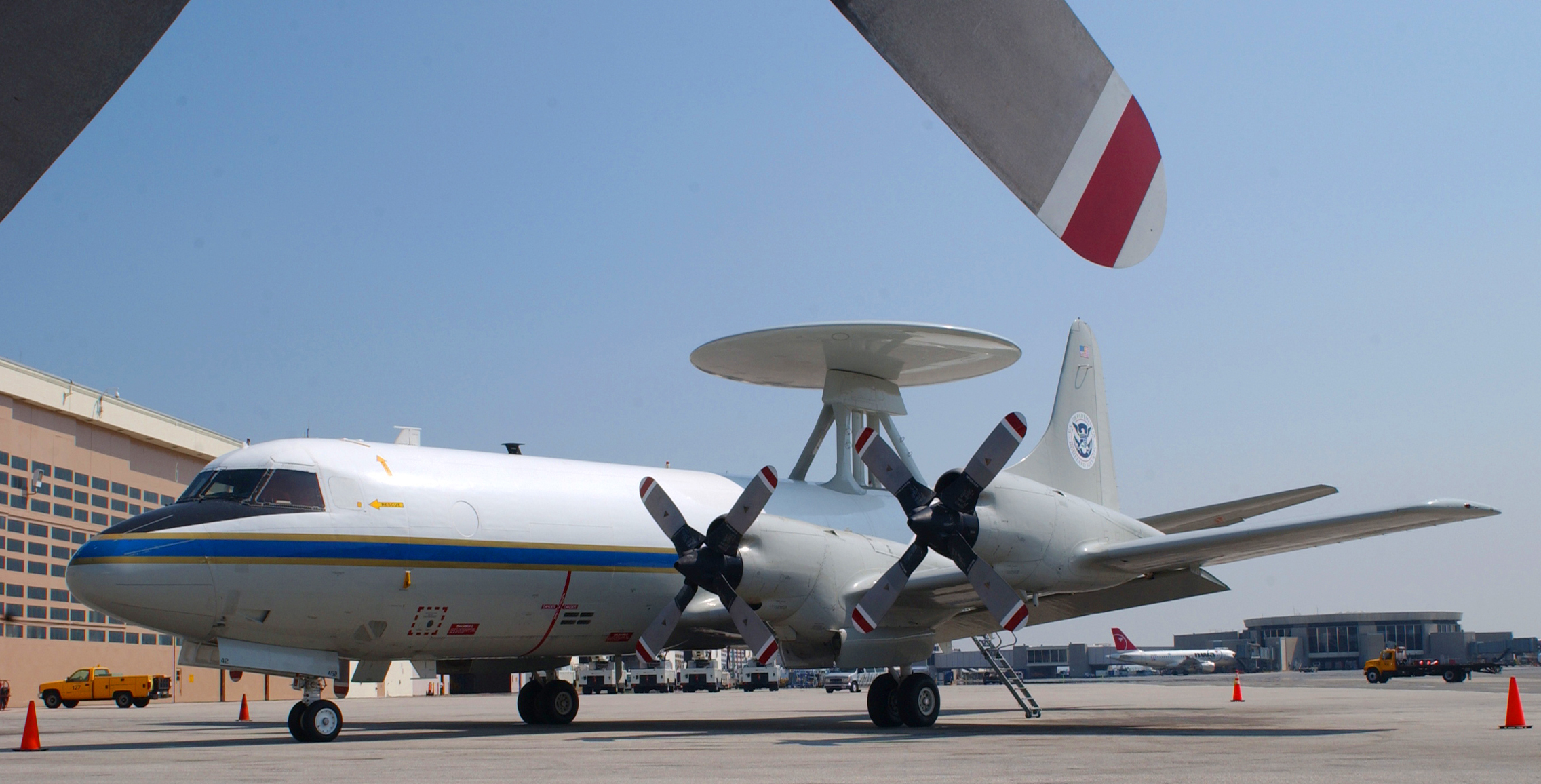
Radarutrustad Lockheed P-3 Orion tillhörig U.S. Customs and Border Protection

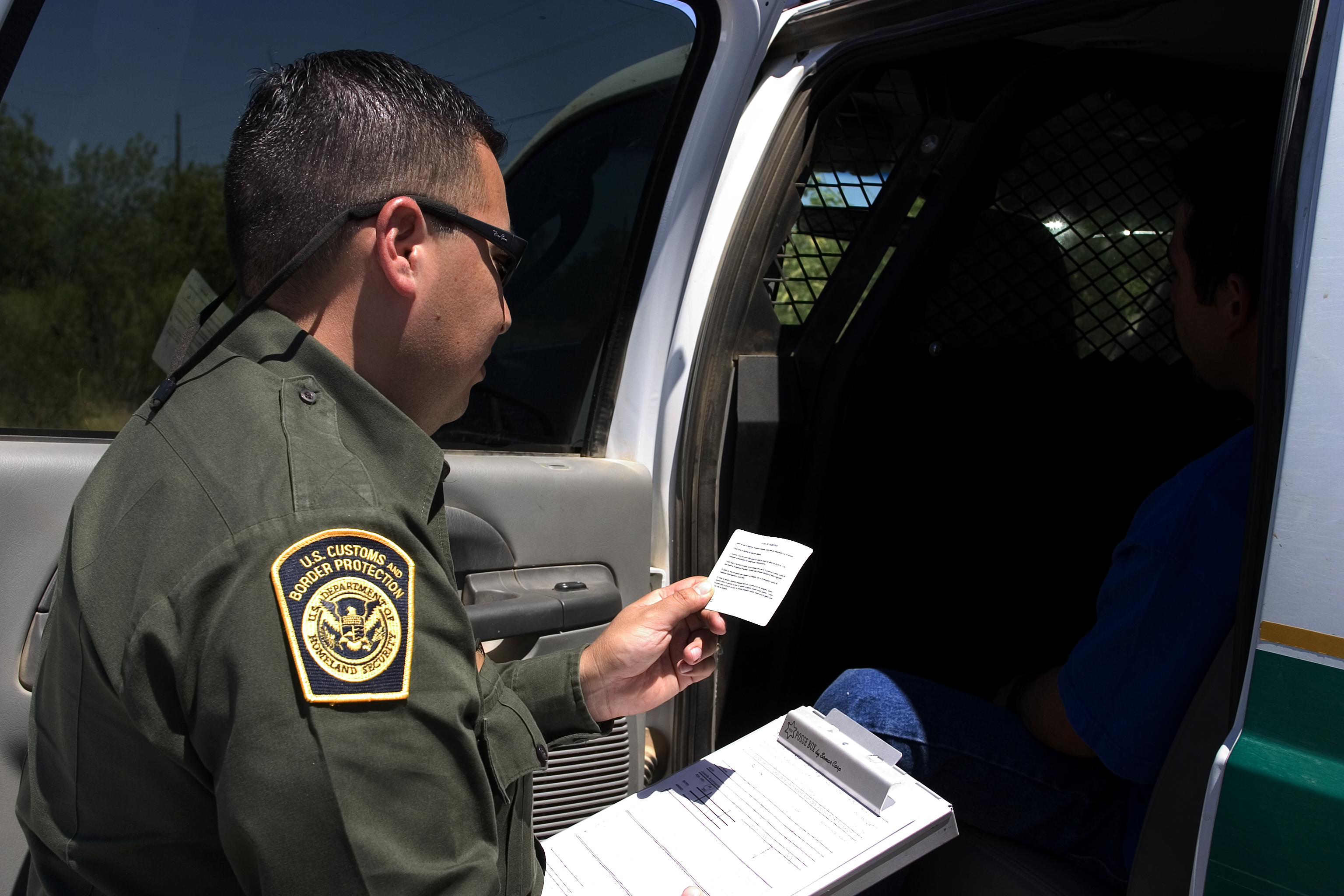
Gränspolis läser upp rättighetsförklaringen för en gripen

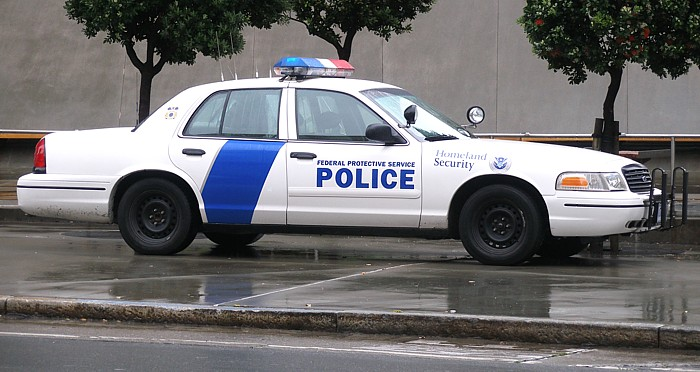
Polisbil från Federal Protective Service

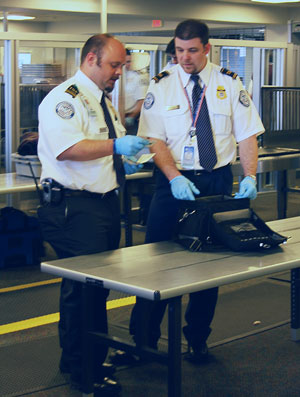
Flygplatskontrollanter från Transportation Security Administration (TSA)

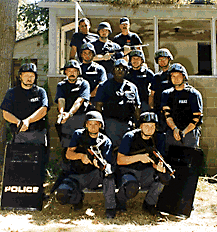
Myntverkspolisens insatsstyrka

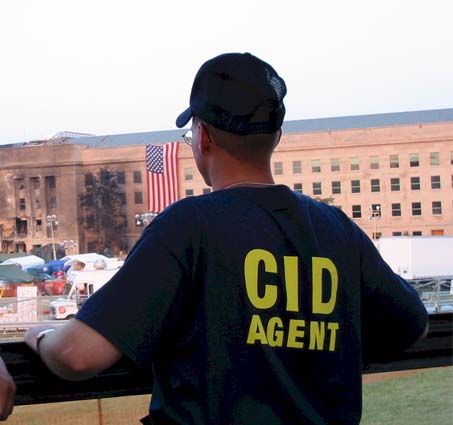
Civilanställd utredare från arméns krimnalpolis

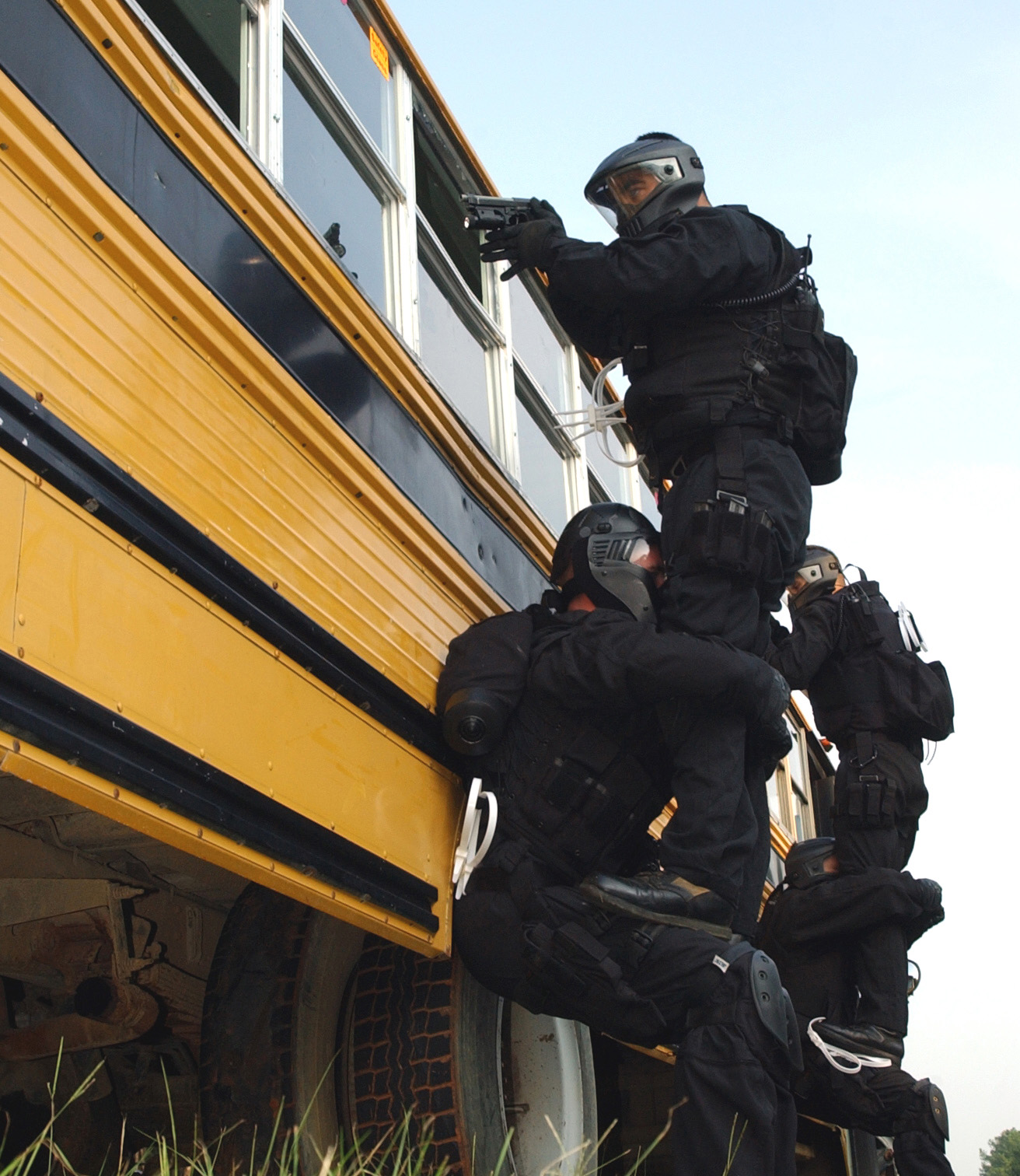
Insatsstyrka från militärpolisen övar inbrytning i en skolbuss

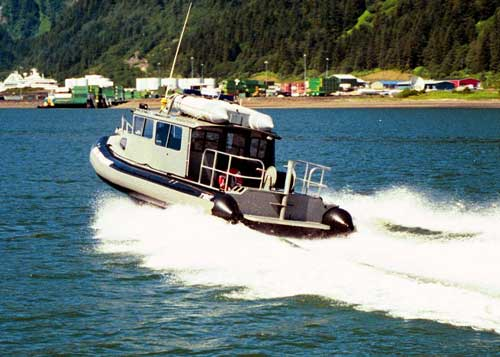
Patrullbåt för fiskeriövervakning från NOAA Fisheries Office for Law Enforcement

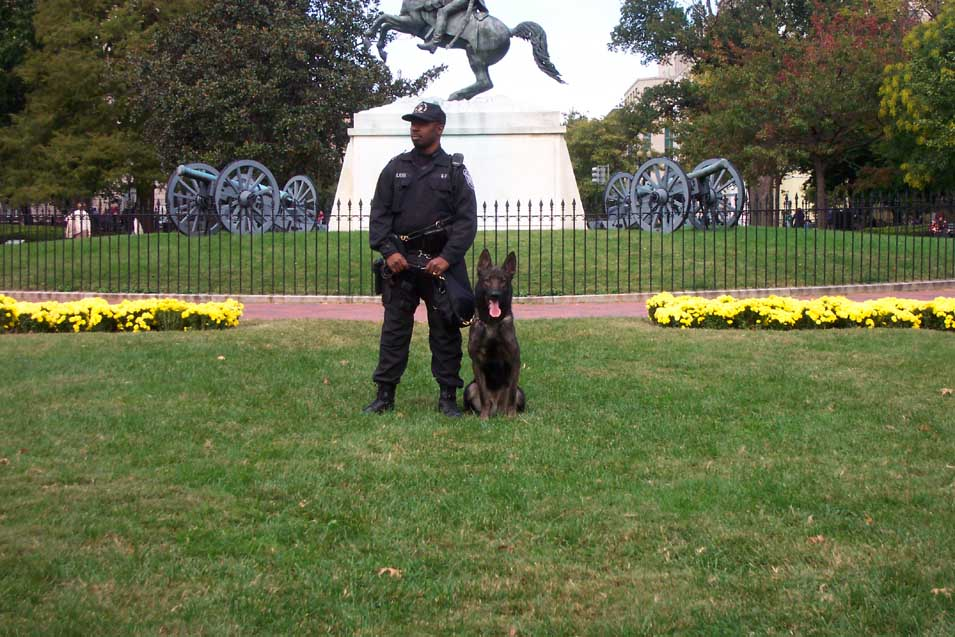
Hundförare från nationalparkspolisen

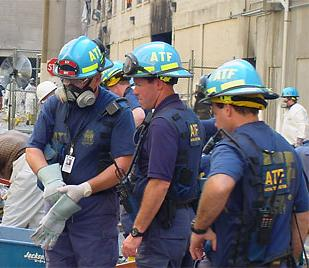
Utredare från ATF genomför en brandplatsundersökning

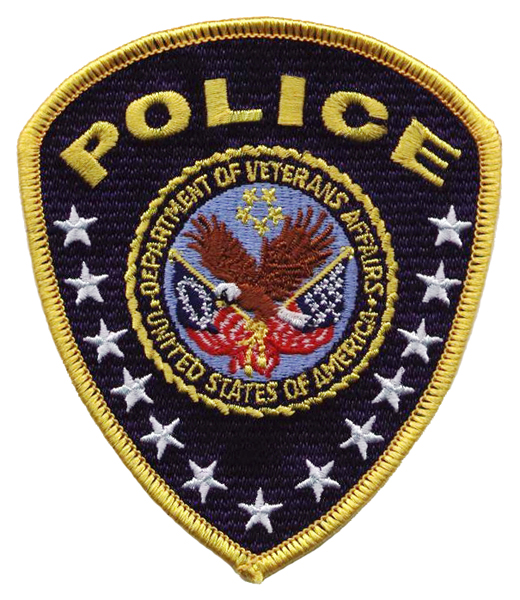
Tygmärke för veterandepartementets poliskår

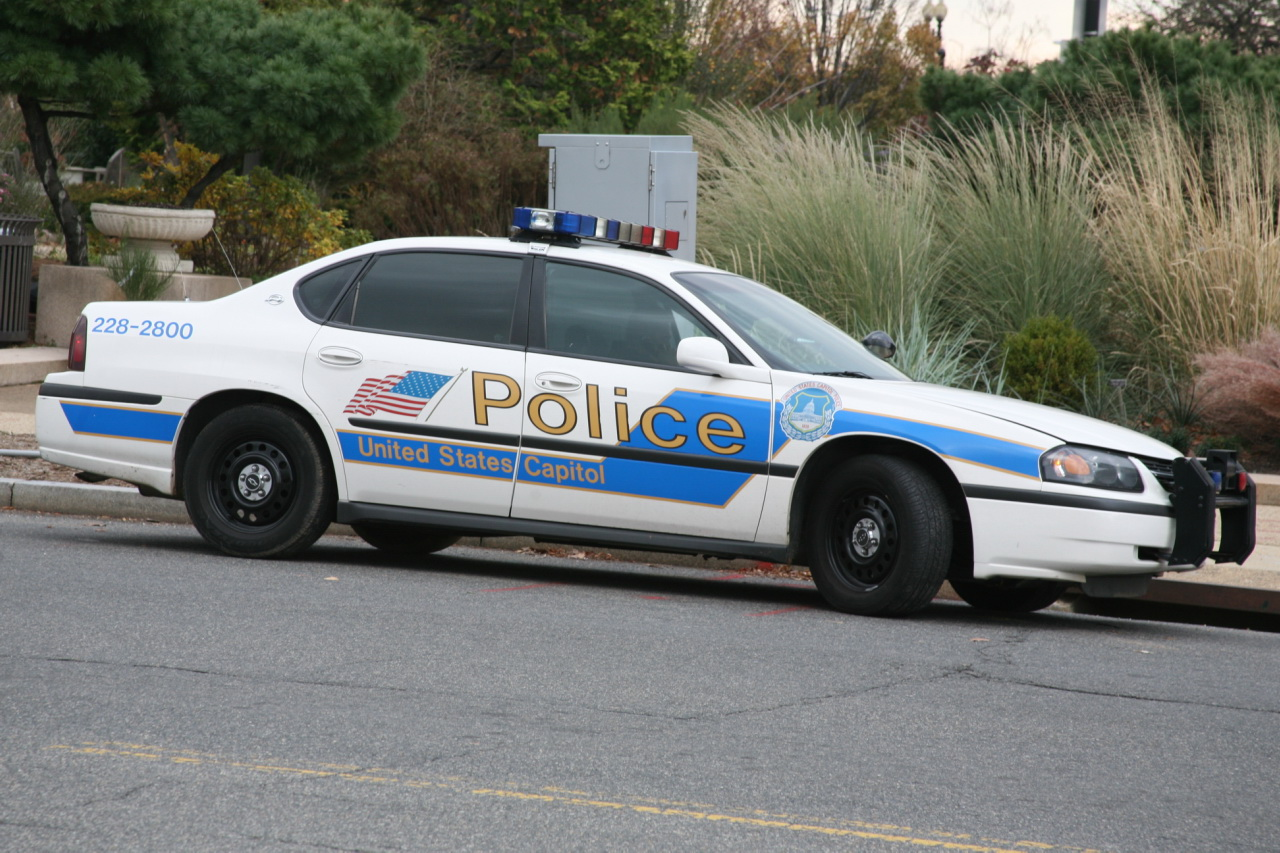
Polisbil från den amerikanska kongressens polis

Polisen i USA återspeglar landets federala konstitution. Federala polismyndigheter ansvarar för att bekämpa de federala brott som begås inom ramen för varje myndighets ansvarsområde. År 2004 fanns det ungefär 836 000 poliser i USA. Av dessa tillhörde ca 104 000 federala poliser de 65 olika federala polismyndigheterna.
I övrigt har alla federala regeringsdepartement och många underlydande verk och myndigheter en generalinspektion (Office of Inspector General), som leds av en generalinspektör (Inspector General), och vars anställda utredare och revisorer har kriminalpolisiära befogenheter. Det finns 64 olika federala generalinspektioner. I deras uppdrag ingår att förebygga och bekämpa korruption, bedrägeri, slöseri och vanskötsel inom sina huvudmäns ansvarsområden. Fokus ligger både på den egna myndighetens anställda och externa bidragsmottagare, klienter, leverantörer och anbudsgivare.. De federala generalinspektionernas verksamhet samordnas genom President's Council on Integrity and Efficiency och Executive Council on Integrity and Efficiency.

## Departement

### USA:s bostadsdepartement
- Protective Service Division (HUDPSD)

### USA:s departement för inrikes säkerhet(DHS)
- Federal Law Enforcement Training Center (FLETC) [Den federala polishögskolan]
- United States Citizenship and Immigration Services (USCIS) [USA:s integrationsmyndighet]
- United States Coast Guard (USCG)
  - Coast Guard Investigative Service (CGIS) [Kustbevakningens kriminalpolis]
- United States Customs and Border Protection (CBP) [Tull- och gränsbevakningsmyndigheten]
  - Office of Field Operations [Fältverksamheten - tidigare USA:s tullverk]
  - United States Border Patrol (USBP) [Den amerikanska gränsbevakningen]
  - Office of CBP Air and Marine [Tullens och gränsbevakningens flygande och sjögående enheter]
- United States Immigration and Customs Enforcement (ICE) [USA:s kombinerade migrations- och tullkontrollmyndighet]
  - Federal Protective Service (FPS), ansvarar för ordning och säkerhet inom de myndigheter vars fastigheter förvaltas av den federala byggnadsstyrelsen, General Services Administration (GSA)[5], är en avdelning av ICE.[6])
  - Office of Detention and Removal Operations (DRO) [Migrationsförvar och utvisningar]
  - Office of Investigations (OI) [Utredningsbyrån)
- United States Secret Service (USSS)
- Transportation Security Administration (TSA) [Transportsäkerhetsverket med ansvar för bl.a. flygplatskontroll]
  - Federal Air Marshal Service (FAMS) [Beväpnade skyddsvakter ombord på civila flygplan]

### USA:s energidepartement(DOE)
- Office of Health, Safety and Security (DOEHSS) [Energisäkerhetsmyndighet]
- Office of Secure Transportation (OST) [Energitransportmyndighet]

### USA:s finansdepartement
- Alcohol and Tobacco Tax and Trade Bureau [Alkohol- och tobaksskattemyndigheten]
- Bureau of Engraving and Printing Police (BEP Police) [Federala sedeltryckeriets polis]
- Finance Crimes Enforcement Network (FINCEN) [Samordningsorgan för utredning av [finansbrott]
- Internal Revenue Service (IRS)
  - Internal Revenue Service Criminal Investigation Division (IRS-CI) [Federala skattemyndighetens kriminalpolis]
- United States Mint Police (USMP)  [Myntverkets polis]

### USA:s försvarsdepartement(DOD)
- Inspector General of the Department of Defense [Försvarsdepartementets oberoende internutredare]
  - Defense Criminal Investigative Service (DCIS)  [Försvarets kriminalpolis]
- Pentagon Force Protection Agency (PFPA) [Bevakning och närskydd av Pentagon
  - United States Pentagon Police (USPPD)
- Department of Defense Police [Försvarsdepartementets ordningspolis]
- National Security Agency Police (NSA Police) [Bevakning och närskydd av National Security Agencys anläggningar]

#### Armédepartementet
- United States Army Criminal Investigation Command (Army CIDC) (Arméns kriminalpolis]
- United States Army Military Police Corps (Arméns Militärpoliskår)

#### Flygvapendepartementet
- Air Force Office of Special Investigations (AFOSI) [Flygvapnets kriminalpolis och säkerhetstjänst]
- Air Force Security Forces (AFSP) [Flygvapnets basskyddsstyrkor]

#### Marindepartementet
- Naval Criminal Investigative Service (NCIS) [Marinens kriminalpolis]
- Office of Naval Intelligence Police (ONI Police) [Marinens underrättelsetjänsts polis]
- Marine Corps Provost Marshal's Office [ Marinkårens militärpolis]
- U.S. Navy Military Police [Flottans militärpolis]

### USA:s handelsdepartement(DOC)
- Bureau of Industry and Security, Office of Export Enforcement (DOCOEE)
- National Institute of Standards and Technology (NIST)
  - National Institute of Standards and Technology Police (NIST Police)
- National Oceanic and Atmospheric Administration (NOAA)
  - National Oceanic and Atmospheric Administration Fisheries Office for Law Enforcement (OLE)
- Department of Commerce Office of Security (DOCOS)

### USA:s inrikesdepartement(USDI)
- Bureau of Indian Affairs Police (BIA Police) [Indianbyråns polis]
- Bureau of Land Management Office of Law Enforcement (BLM Rangers) [Fastighetsverkets polis]
- Bureau of Reclamation Office of Law Enforcement (BOR Rangers)
- Hoover Dam Police [ Hooverdammens polis ]
- National Park Service
  - United States Park Police
- Department of the Interior Office of Surface Mining Reclamation and Enforcement (OSMRE) [Dagbrottsmyndighetens utrednings- och kriminalpolis]
- United States Fish and Wildlife Service Office of Law Enforcement (FWS)

### USA:s hälso- och socialdepartement
- Food and Drug Administration (HHSFDA), Office of Criminal Investigations (OCI) [Livsmedels- och läkemedelsverkets kriminalpolis]
- National Institutes of Health Police (NIH Police) [Sjukvårdsforskningsinstitutens polis]

### USA:s jordbruksdepartement(USDA)
- United States Forest Service (USFS)
  - U.S. Forest Service Law Enforcement and Investigations (USFSLEI)

### USA:s justitiedepartement(USDOJ)
- Bureau of Alcohol, Tobacco, Firearms, and Explosives (ATF)
- United States Drug Enforcement Administration
- Federal Bureau of Investigation (FBI)
  - Federal Bureau of Investigation Police (FBI Police)
- Federal Bureau of Prisons (BOP) [USA:s federala kriminalvårdsmyndighet]
- United States Marshals Service (USMS)

### USA:s transportdepartement
- Federal Aviation Administration (FAA)

### USA:s utrikesdepartement(DOS)
- Diplomatic Security Service (DSS) (Person- och närskydd av diplomatkåren, internutredningar samt skydd av departementets byggnader i USA samt beskickningar utomlands]

### USA:s veterandepartement
- Veterans Affairs Police [Veterandepartementets poliskår]

### Poliskårer tillhörande myndigheter som inte lyder under ett departement
- Administrative Services of the U. S. Courts, Office of Probation and Pretrial Services (AOUSC) | Domstolsverkets frivårds- och förundersökningsavdelning.
- Amtrak Police | Statsjärnvägens polis.
- Federal Reserve Police | Riksbankspolisen.
- National Aeronautics and Space Administration Security Services | Federala rymdstyrelsens bevakningspolis.
- Smithsonian Police | Smithsonska institutionens polis.
- Tennessee Valley Authority Police (TVAP)
- United States Environmental Protection Agency Criminal Investigation Division (EPACID) | Miljövårdsmyndighetens kriminalpolis.
- United States Postal Service (USPS) 
  - U.S. Postal Police | Postverkets polis.

## Kongressen
- United States Capitol Police (USCP) - Kongressens polis.
- Government Printing Office, Security Services (GPOPS) - Federala boktryckeriets säkerhetstjänst.
- Library of Congress Police - Kongressbibliotekets polis fram till 2009 när de slogs ihop med USCP.

## USA:s högsta domstol
- Supreme Court of the United States Police – Högsta domstolens polis